# Aubert Côté
Aubert Côté (né le 22 mars 1880 à Beaumont (Canada) et mort le 27 mai 1938 à Provo (États-Unis)) est un lutteur sportif canadien.

## Biographie
Aubert Côté obtient une médaille de bronze olympique, en 1908 à Londres en poids coq.